# 아우레우스

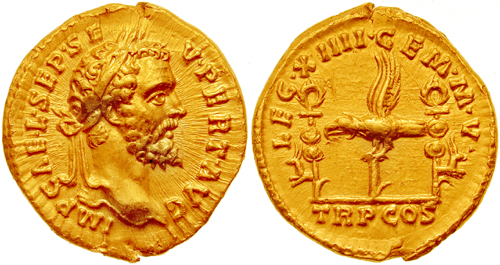
자신을 황제로 선포했던 게미나 마르티아 빅트릭스 제14군단을 기념하여 셉티미우스 세베루스가 193년에 발행한 아우레우스

아우레우스 (aureus, 복수형: aurei)는 고대 로마의 금화로, 본래는 순 은화인 데나리우스의 25배 가치를 띠었다. 아우레우스는 기원전 1세기부터 꾸준히 발행되다가 4세기부터는 솔리두스로 대체되었다. 데나리우스와 대략적으로 크기는 같았으나 금의 밀도가 더 높았기에 무게면에선 더 나갔다.
율리우스 카이사르 시기 이전에, 아우레우스는 자주 발행되지 않았는데, 아마 금이 비로마적인 사치품으로 여겨졌기 때문이었을 것이다. 카이사르는 아우레우스를 좀 더 자주 발행했고, 무게를 로마 파운드의 {\displaystyle {\tfrac {1}{40}}} (대략 8 그램)으로 표준화하였다. 아우구스투스 (재위 기원전 29년 – 서기 14년)는 세스테르티우스의 가치를 아우레우스의 {\displaystyle {\tfrac {1}{100}}}로 정하였다.
아우레우스의 부피가 네로 치세(재위: 54–68년)에 1 로마 파운드의 {\displaystyle {\tfrac {1}{45}}} (7.3 g)으로 줄었다. 대략 같은 시기에 은화의 순도가 살짝 줄어들었다.

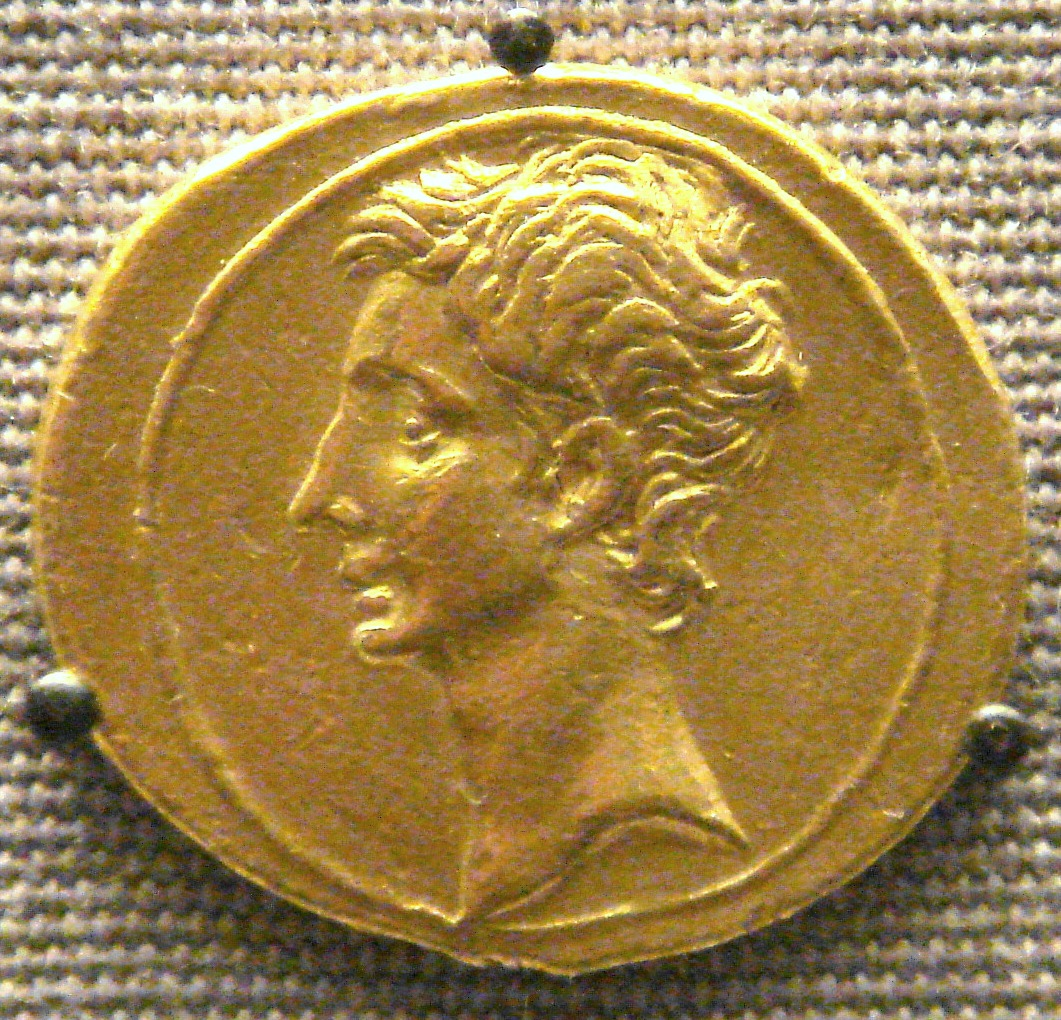
기원전 30년경 옥타비아누스의 아우레우스

마르쿠스 아우렐리우스 치세(재위 161–180년) 이후, 아우레우스의 발행이 줄어들었고, 카라칼라 치세 (재위: 211-217년)에 1 로마 파운드의 {\displaystyle {\tfrac {1}{50}}} (6.5 g)으로 무게가 줄어들었다. 3세기 동안, 아우레우스는 다양한 비율로 발행되었는데, 이는 금화의 정해진 액면가치를 측정하기 어렵게 하였다.
솔리두스는 서기 301년경 디오클레티아누스가 처음으로 도입하였으며, 순금 1 로마 파운드에 60개 가치(따라서 각 5.5 g이 나감)에 발행되었고 데나리우스 1000개와 초기 가치가 같았다. 그러나, 디오클레티아누스의 솔리두스는 소량만 발행되었고,  아주 작은 경제적 영향을 주는 데 그쳤다.
솔리두스는 서기 312년에 콘스탄티누스 1세(재위 306–337년)가 다시 도입했으며, 영구적으로 아우레우스가 지녔던 로마 제국의 금화 지위를 대체했다. 이 솔리두스는 순금 1 로마 파운드 대 72 비율로 발행되었고, 각 주화는 24 그리스-로마 캐럿 및 주화당 금 4.5 그램이 나갔다. 이 시기쯤에 , 솔리두스는 점차 가치가 떨어진 데나리우스의 275,000개 가치가 있었다.
그러나, 아우레우스의 크기나 무게에 상관없이, 주화의 순도는 거의 영향을 받지 않았다. 아우레우스에 대한 분석은 주화의 순도가 일반적으로 금 24 캐럿에 가까웠으며, 따라서 순도 99이었음을 보여주었다.
| 명칭                         | 금 함량    | 율리우스 카이사르 아우레우스 |
| ---------------------------- | ---------- | ---------------------------- |
| 율리우스 카이사르 아우레우스 | 8.18 그램  | 1.000                        |
| 네로 아우레우스              | 7.27 그램  | 0.889                        |
| 카라칼라 아우레우스          | 6.55 그램  | 0.800                        |
| 디오클레티아누스 아우레우스  | 5.45 그램  | 0.667                        |
| 콘스탄티누스 솔리두스        | 4.55 그램  | 0.556                        |
| 영국 소버린                  | 7.32 그램  | 0.895                        |
| 미국 이글 1837–1933          | 15.05 그램 | 1.839                        |
| 미국 골드 달러 1849–1889     | 1.51 그램  | 0.184                        |
| 미국 골드 이글 1986–현재     | 31.10 그램 | 3.802                        |

로마 정부가 금속 기반의 주화를 발행하지만 세금으로는 은이나 금 이외에  것들을 받아들이지 않은 것에서 야기된 급격한 인플레이션으로 인해, 데나리우스 대 금화 아우레우스의 가치는 급격하게 상승하였다. 인플레이션은 또한 은화 데나리우스의 꾸준한 저하에 영향을 받기도 했는데, 3세기에 이르러선 데나리우스에 더 이상 은이 남아있지 않았다.
301년에 1 아우레우스는 데나리우스 833⅓ 가치에 해당했고, 324년경에는 데나리우스 4,350에 해당했다. 콘스탄티누스가 솔리두스로 전환한 뒤인 337년에는 1 솔리두스가 275,000 데나리우스의 가치에 해당했고 결국엔, 356년에는 1 솔리두스가 4,600,000 데나리우스와 동일했다.
오늘날, 아우레우스는 아우레우스의 순도와 가치 및 역사적 중요성 때문에 수집가들에게 수요가 높다. 아우레우스는 같은 황제가 발행했다고 해도 데나리우스보다 값어치가 평균적으로 훨씬 높다. 예시로, 한 경매에서, 트라야누스 (재위 98–117년)의 아우레우스가 15,000 달러에 낙찰됐고 반면에 은화인 데나리우스는 100 달러에 그쳤다. 지금까지 가장 값나간 아우레우스는 기원전 42년에 가이우스 율리우스 카이사르의 암살범인 마르쿠스 유니우스 브루투스가 발행한 것으로, 2020년 11월에 350만 달러에 가치가 나가는 것으로 알려졌다. (이 주화의 견본이 런던의 대영박물관에서 영구 전시되고 있다.) 알렉산데르 세베루스 (재위 222–235년)가 발행한 아우레우스는 뒷면에 콜로세움의 모습이 있으며, 2008년에 92만 달러에 가치가 있는 것으로 알려졌다. 알렉투스의 얼굴이 새겨진 아우레우스가 2019년 6월 영국에서 552,000 파운드에 낙찰되었다.

## 같이 보기
- 길더
- 폴란드 즈워티